# Eustrotia basipleta
Eustrotia basipleta là một loài bướm đêm trong họ Noctuidae.